# 又來了
《又來了》（Relapse）是美國嘻哈歌手阿姆的第六張音樂專輯，這張專輯是阿姆在2004年後，相隔四年發表的第一張專輯，這張專輯同時也代表了他的事業中斷和濫藥間題結束。
這張專輯取得了美國公告牌排行榜第一名，在第一個星期出售了608000張專輯，而且獲得美國唱片業協會雙白金認證。